# Onchopristis
Onchopristis là một chi cá đao khổng lồ đã tuyệt chủng sống ở kỷ Creta (Phấn Trắng) sớm đến Creta muộn.

## Mô tả
Sống tập trung đông ở Bắc Phi và New Zealand, chúng có một cái mõm dài ở phía trên trông như một cây đao hoặc kiếm dài và có những chiếc gai lởm chởm xung quanh. Onchopristis trông có vẽ như có họ hàng gần với cá đuối hơn là cá mập do miệng và mang của chúng đều nằm phía dưới cơ thể của chúng. Vì thế, nơi săn mồi thích hợp với chúng nhất là đáy biển, sông do cấu tạo miệng dưới.
Onchopristis được biết đến qua cái bộ xương, cốt được tìm thấy ở Bắc Mĩ, Bắc Phi và New Zealand. Chúng có đôi mắt nằm trên hai bên đỉnh đầu của chúng, dùng để phát hiện động vật ăn thịt lớn hơn. Ngoài ra, con cái lớn hơn con đực, nặng khoảng 1-1.5 tấn. Mũi đao dài (mõm trên) dài khoảng 2.5 mét (8.2 ft), xung quanh có nhiều gai lởm chởm. Mũi đao của Onchopristis có khả năng cảm biến điện tạo ra sóng âm để nhận diện những con mồi trong môi trường nước tối ở đáy biển như phần lớn loài cá mập hiện đại. Sau khi phát hiện con mồi bằng sóng âm, Onchoprisis liền dùng mũi đao của chúng phóng tới để đâm vào con mồi, khi các cái răng có ngạnh trên mũi đao của chúng đâm vào, con mồi sẽ bị tổn thương nặng nề và sau đó bị "mần" thịt.

## Kích thước
Onchopristis là một chi cá đao khổng lồ, dài tận 7 mét (22 ft) khi trưởng thành, một số cá thể có thể phát triển đến 8 m.

## Hoá thạch
Hoá thạch của Onchopristis thường chỉ tìm thấy được phần vỡ của "mũi đao", các ngạnh và các bộ phận nhỏ trên mũi đao của chúng.

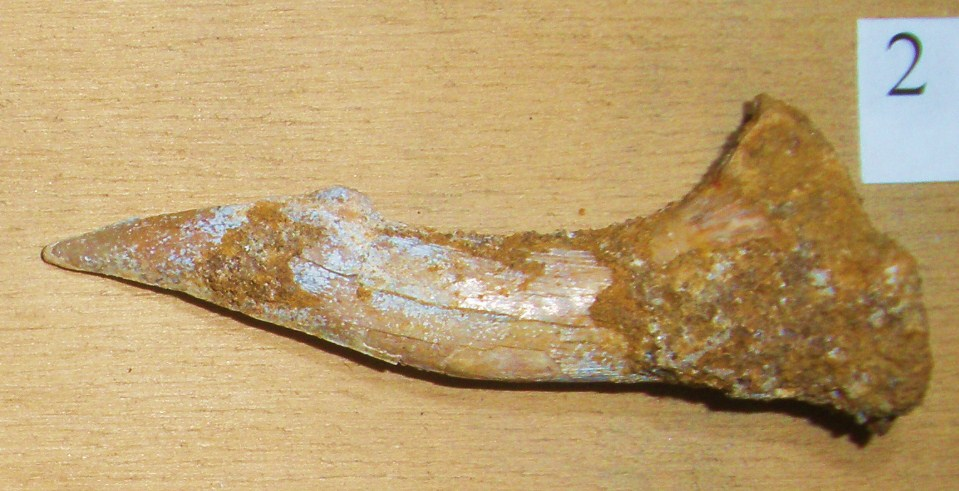
Một chiếc gai trên "mũi đao" của O. numidus

## Phân biệt các loài
Giữa các loài của chi này, chúng được phân loại theo đặc điểm ở gai đao của từng loài:
·        O. numidus: mỗi chiếc gai có 1 ngạnh nhọn
·        O. dunklei: một số gai lớn có 2 đến 5 ngạnh nhọn và một số loài phụ:
  + O. d. praecursor có 2 đến 3 ngạnh trên một số gai lớn
  + O. d. dunklei có 3 đến 5 ngạnh trên một số gai lớn

## Văn hoá
Onchopristis đã xuất hiện trong một tập phim của Planet Dinosaur của hãng BBC. Khi đang bơi cùng đàn dưới lòng sông và sau đó một con Spinosaurus xuất hiện và đi đến dòng sông, Spinosaurus đã ngoạm được một con Onchopristis và ăn thịt dở dang thì lại đi bắt thêm một con nữa. Trong lúc đi bắt, thì một con Rugops xuất hiện và lại ăn xác con Onchopristis lúc nãy Spinosaurus ăn dở dang. Và cuối cùng, một con Oncopristis nữa đã bị Spinosaurus bắt sống.

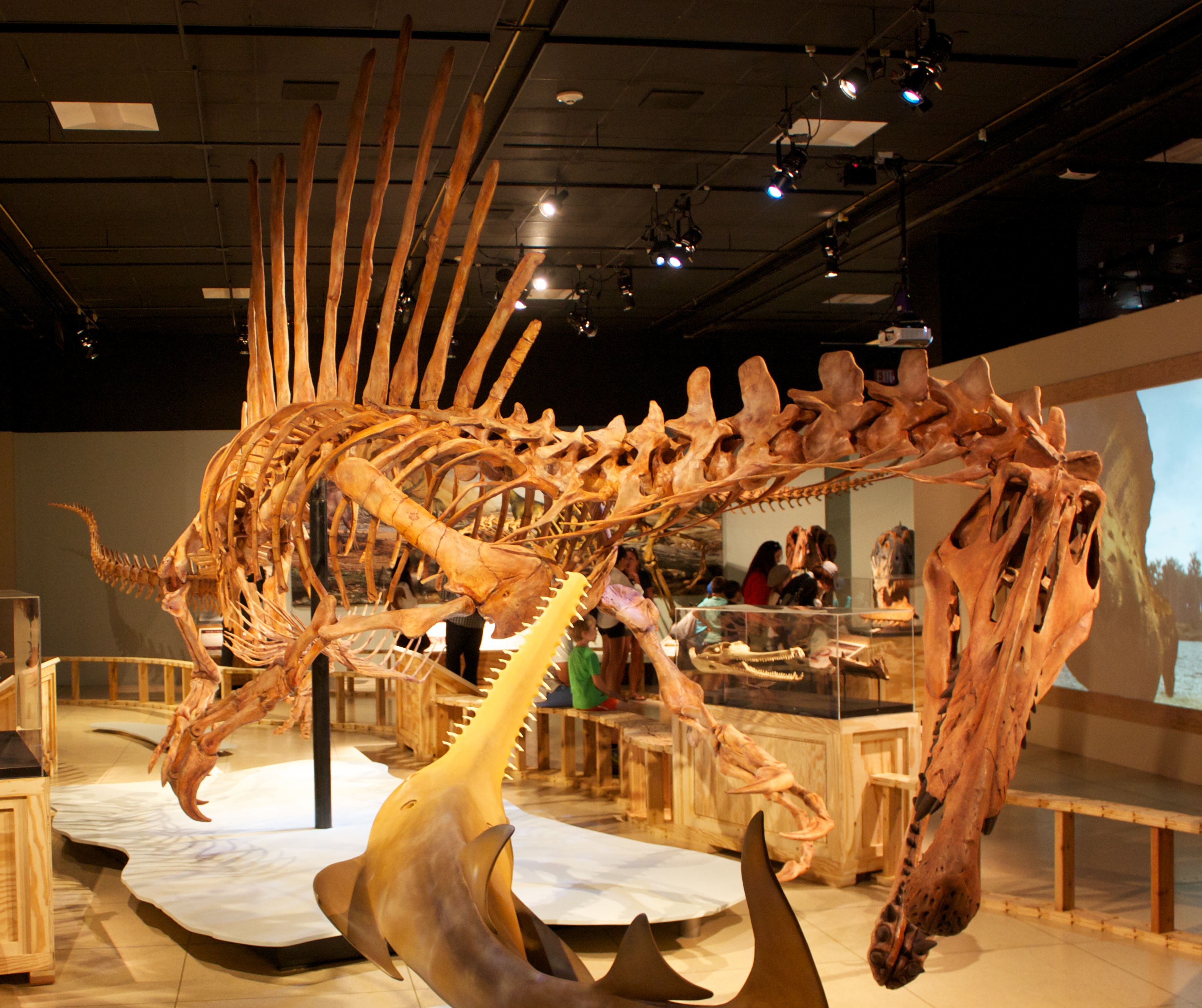
Hóa thạch phục dựng hình ảnh Onchopristis đang cố trốn chạy khỏi Spinosaurus